# Philip Jebb
Philip Vincent Belloc Jebb (15 mars 1927 - 7 avril 1995), est un architecte britannique et homme politique du Parti libéral.

## Jeunesse
Jebb est le fils de Reginald Jebb et Eleanor Belloc. Il est un petit-fils de l'écrivain et député libéral Hilaire Belloc. Il est aussi un petit-fils de l'ingénieur civil George Robert Jebb. Il fait ses études à la Downside School et au King's College de Cambridge. En 1955, il épouse Lucy Margaret Pollen, sœur de l'architecte Francis Pollen. Ils ont deux fils et deux filles. Son frère Anthony devient moine de l'ordre bénédictin à l'Abbaye de Downside, prenant le nom de Dom Philip Jebb.

## Carrière professionnelle
Après le service national, Jebb étudie l'architecture à Cambridge et devient architecte dans le privé. En 1967-1970, il agrandit Abbey House, adjacente à Audley End House, à trois fois sa taille antérieure pour Robin Neville. Vers 1967, il aide le portraitiste Dominick Elwes (en) dans la conception d'un complexe d'appartements de style méditerranéen en Andalousie, en Espagne, qui est achevé en 1970. En 1971, Jebb conçoit un restaurant pour la maison de Winston Churchill, Chartwell, pour le compte du National Trust. Au début des années 1980, il conçoit Government House sur l'île de Lundy, qui est maintenant disponible à la location pour les vacances par l'intermédiaire du Landmark Trust. Il est spécialisé dans la rénovation et le remodelage des maisons de campagne, ainsi que l'ajout d'éléments nécessaires à leur ouverture au public. La duchesse douairière de Devonshire fait l'éloge de ses toilettes publiques à Chatsworth House.

## Carrière politique
Jebb se présente comme candidat libéral de dernière minute pour la nouvelle circonscription centrale de Norfolk lors des élections générales de 1950. Le siège comprend une grande partie de l'ancienne circonscription de Norfolk East, renue par l'ancien libéral, Frank Medlicott, qui n'avait pas d’adversaire libéral officiel auparavant. Jebb arrive à la troisième place et ne s'est plus représenté au parlement.